# 艾勒里·昆恩推理雜誌
《艾勒里·昆恩推理雜誌》是當今推理文壇最佳影響力的雜誌刊物之一，由艾勒里·昆恩於1941年創辦，創辦之初以季刊形式發行，又曾經以雙月刊形式發行，至1946年1月，雜誌正式成為月刊。雜誌除刊登昆恩的作品外，還會舉辦徵文比賽吸納新血，現今推理文壇中獨當一面的愛德華·霍克、安東尼·鮑查及詹姆斯·雅飛等，都是從艾勒里·昆恩推理雜誌中訓練出來。